# Безовје над Зречами
Безовје над Зречами (словен. Bezovje nad Zrečami) је насељено место у општини Зрече, Савињска регија, Словенија.

## Историја
До територијалне реорганизације у Словенији било је у саставу старе општине Словенске Коњице.

## Становништво
У попису становништва из 2011. године, Безовје над Зречами је имало 106 становника.
| Број становника према пописима | Број становника према пописима | Број становника према пописима |
| ------------------------------ | ------------------------------ | ------------------------------ |
| 1991                           | 2002                           | 2011                           |
| 92                             | 88                             | 106                            |

Напомена: До 1953. исказивано под именом Безовје.